# Mimosa virescens
Mimosa virescens là một loài thực vật có hoa trong họ Đậu. Loài này được (DC.) Poir. miêu tả khoa học đầu tiên năm 1817.